# Savannah (Ohio)
Pour les articles homonymes, voir Savannah.
Savannah est un village américain situé dans le comté d'Ashland, dans l'Ohio. Selon le recensement de 2010, sa population est de 413 habitants.